# Cratere Kālidāsā
Kālidāsā  è un cratere sulla superficie di Mercurio.